# Бухар-Жырауский район
Буха́р-Жыра́уский район (каз. Бұқар жырау ауданы) — район Карагандинской области Казахстана.
Районный центр — посёлок Ботакара (Ульяновский), расположен в 50 км к северо-востоку от областного центра.
Территория — 14576 км².

## История
Образован в 1938 году как Ворошиловский район. В 1961 году переименован в Ульяновский район (райцентр Колхозное переименован в пгт Ульяновский).  В 1976 году переименован в Молодёжный район. В 1997 году район объединён с Тельманским и переименован в Бухар-Жырауский район в честь казахского акына Бухар жырау (райцентр переименован в Ботакара).

## География
Большая часть территории района занимает Казахский мелкосопочник. Рельеф — мелкосопочная равнина (абсолютная высота 500—700 м). Самая высокая точка гора Семизбугы (1049 м). В недрах разведаны запасы каменного угля (Жогаргы Сокыр, Кушокы), бурого угля (Кумискудук) и строительных материалов. Климат континентальный; зима холодная, лето сравнительно жаркое и сухое. Среднегодовая температура января -15—17°С, июля 19—21 °C. Осадков выпадает 300—350 мм в год. По территории района протекают pеки Нура (с притоками), Шерубайнура, Бала Шидерты, Ащысу, Байбура, Кокпекты и канал Иртыш — Караганда. Озера: Шыбынды, Ботакара, Батпакколь, Шалкар. На реке Нура сооружено Самаркандское водохранилище.
Произрастают ковыль, овсянница, овсец, полынь, камыш, карагана, таволга; и долинах рок — разнотравные луга, ива, шиповник и другие. Обитают волк, косуля, сурок, лисица, корсак, хорь, заяц, серая куропатка, белая куропатка, горностай, ласка, архар, стрепет; из птиц — жаворонки, горные орлы.
Площадь земель, покрытых лесом составляет 10,6 тыс.га.

## Население
Национальный состав (на начало 2019 года):
- казахи — 35 602 чел. (62,27 %)
- русские — 14 260 чел. (24,94 %)
- немцы — 2 041 чел. (3,57 %)
- украинцы — 1 880 чел. (3,29 %)
- татары — 981 чел. (1,72 %)
- белорусы — 658 чел. (1,15 %)
- чеченцы — 340 чел. (0,59 %)
- корейцы — 267 чел. (0,47 %)
- поляки — 213 чел. (0,37 %)
- молдаване — 112 чел. (0,20 %)
- греки — 126 чел. (0,22 %)
- узбеки — 113 чел. (0,20 %)
- литовцы — 63 чел. (0,11 %)
- другие — 783 чел. (1,37 %)
- Всего — 57 175 чел. (100,00 %)

## Административно-территориальное деление
Административно-территориальное деление района:
| Сельский округ/город                          | Население, чел. (2009) | Населённые пункты                                                          |
| --------------------------------------------- | ---------------------- | -------------------------------------------------------------------------- |
| Ботакаринская поселковая администрация        | 5402                   | поселок Ботакара, станция Ботакара                                         |
| Доскейский сельский округ                     | 4348                   | село Доскей, село Трудовое                                                 |
| Акоринский сельский округ                     | 519                    | село Акоре                                                                 |
| Актобинский сельский округ                    | 1203                   | село Актобе, село Интумак                                                  |
| Умуткерский сельский округ                    | 1255                   | село Тортколь, село Ульга, село Умуткер                                    |
| Кызылкаинский сельский округ                  | 1424                   | аул Кызылкайын (Березняки), село Саратовка, село Тасаул                    |
| Ботакаринский сельский округ                  | 890                    | село Ботакара                                                              |
| Бухар-Жырауский сельский округ                | 606                    | село Бухар-Жырау, село Семизбуга, село Шалкар                              |
| Гагаринский сельский округ                    | 1149                   | село Гагаринское, село Садовое                                             |
| Корнеевский сельский округ                    | 2087                   | село Акжар, село Алгабас, село Керней (Корнеевка)                          |
| Молодецкий сельский округ                     | 1140                   | село Жанаталап (бывш. Молодецкое)                                          |
| Кокпектинский сельский округ                  | 4276                   | село Байкадам, село Кокпекты, село Сарытобе                                |
| Тогызкудукский сельский округ                 | 1417                   | село Тасшокы, село Тогызкудук                                              |
| Каражарский сельский округ                    | 1961                   | село Асыл, село Волковское, село Геологическое, село Каражар               |
| Каракудукский сельский округ                  | 861                    | село Каракудук                                                             |
| Кушокынская поселковая администрация          | 4308                   | поселок Кушокы                                                             |
| Самаркандский сельский округ                  | 1904                   | село Самарканд, село Тегизжол, село Чкалово                                |
| Новоузенский сельский округ                   | 1786                   | село Новоузенка, село Севан, село Стан                                     |
| Петровский сельский округ                     | 2452                   | село Жанакала, село Жастилек, село Петровка                                |
| Сельский округ Баймырза                       | 2212                   | село Астаховка, село Баймырза                                              |
| Шешенкаринский сельский округ                 | 1091                   | село Ашису, село Шешенкара                                                 |
| Акбелский сельский округ                      | 880                    | село Акбел, село Алабас, село Курама                                       |
| Ростовский сельский округ                     | 3042                   | село Красная Нива, село Кызылжар, село Ростовка                            |
| Центральный сельский округ                    | 1849                   | село Урожайное, село Центральное                                           |
| Суыксуский сельский округ                     | 378                    | село Суыксу                                                                |
| Габиден Мустафинская поселковая администрация | 4078                   | посёлок Габидена Мустафина                                                 |
| Тузды сельский округ                          | 1084                   | село Первое Мая, село Старая Тузда, село Тузды                             |
| Уштобинский сельский округ                    | 5213                   | село Сарыарка, село Курылус, село Сокурское, село Уштобе, село Новостройка |
| Белагашский сельский округ                    | 717                    | село Аюлы, село Белагаш                                                    |

## Экономика
На территории района расположены Нурказганский горно-обогатительный комбинат, Кушокинский угольный разрез корпорации «Казахмыс», угольные разрезы «Кузнецкий» и Кумыскудукский, одна из крупнейших в области птицефабрик «Акнар ПФ».
Имеются хлебозавод, завод по производству костной муки, цех по переработке овощей и фруктов, цеха по производству масла и молока и другие. Выращивают в основном зерновые и кормовые культуры. Земли вдоль канала Иртыш — Караганда и реки Нура орошаются.
По территории района проходит железная дорога Алма-Ата — Караганда — Петропавловск, Караганда — Карагайлы, автомобильная трасса Алма-Ата — Караганда — Астана, Караганда — Каркаралы — Аягоз, Караганда — Павлодар.

## Акимы
1. Райымбеков, Марат Темирович (с 1996—1997) (Ульяновский район)
2. Зейнешев, Тлеубек Ережепович (с 1999 — ?)
3. Нашаров, Еркебулан Ертихалович (с 2006 — 19.08.2010)
4. Мамалинов, Шагурашид Калиевич (с 2010—2013)
5. Кобжанов Нуркен Сайфиддинович (с 2013 — 06.2017)
6. Мамалинов, Шагурашид Калиевич (с 06.2017 — 12.04.2021)
7. Аймаков, Сержан Жанабекович (с 26.04.2021 — 23.09.2022)[8]
8. Кобжанов, Нуркен Сайфиддинович (с 23.09.2022)
9. Султангали Аблай Кайраткалиулы (с 18.05.2023 --26.09.2024)